# Paul Demange
Paul Demange, nacido como Paul Marie Hubert Petitdenge (Mirecourt, los Vosgos; 12 de abril de 1901-Taverny, Val-d'Oise; 28 de noviembre de 1983) fue un actor francés. Está enterrado en el antiguo cementerio de Asnieres-sur-Seine.

## Filmografía

### Cine

#### Periodo 1932-1939
- 1932 : Direct au cœur de Roger Lion - Prosper
- 1934 : L'assassin est parmi nous court métrage de Jacques de Casembroot
- 1935 : La Bandera de Julien Duvivier : - Le plaisantin
- 1935 : Fanfare d'amour de Richard Pottier
- 1935 : Princesse Tam Tam d'Edmond T. Gréville - Le professeur de danse
- 1935 : Train de plaisir de Léo Joannon - L'employé
- 1935 : Amants et Voleurs de Raymond Bernard
- 1936 : L'Amant de Madame Vidal d'André Berthomieu
- 1936 : La Belle Équipe de Julien Duvivier - Un locataire
- 1936 : Le Crime de Monsieur Lange de Jean Renoir - Un créancier
- 1936 : L'Empreinte rouge de Maurice de Canonge - Le greffier
- 1936 : La Flamme de André Berthomieu - Le garçon
- 1936 : L'Homme du jour de Julien Duvivier - Un passager du métro
- 1936 : Marinella de Pierre Caron - Un membre de la troupe radiophonique
- 1936 : La Terre qui meurt, de Jean Vallée - Le notaire
- 1936 : Topaze de Marcel Pagnol
- 1936 : Bach détective de René Pujol - Mr Dubois
- 1936 : A Louer, meublée court métrage de Gilbert de Knyffe et Jacques de Casembroot
- 1936 : Alchimie, Versailles court métrage de Christian-Hermann Mihalesco
- 1937 : La Chaste Suzanne d'André Berthomieu
- 1937 : Chipée ou Coup de foudre de Roger Goupillières - Mr Masson
- 1937 : Une femme sans importance de Jean Choux
- 1937 : L'Homme sans cœur de Léo Joannon - Le veilleur
- 1937 : La Maison d'en face de Christian-Jaque
- 1937 : Rendez-vous Champs-Élysées de Jacques Houssin
- 1937 : Êtes-vous jalouse ? de Henri Chomette - Un invité à la réception
- 1937 : Gribouille de Marc Allégret
- 1937 : Le Mensonge de Nina Petrovna de Victor Tourjansky
- 1937 : Si tu reviens de Jacques Daniel-Norman - Un régisseur
- 1937 : Travail de nuit court métrage de Jacques de Casembroot
- 1938 : Café de Paris de Yves Mirande et Georges Lacombe - Le clochard
- 1938 : Clodoche ou Sous les ponts de Paris de Raymond Lamy et Claude Orval
- 1938 : Katia de Maurice Tourneur - Un consommateur
- 1938 : La Route enchantée de Pierre Caron - Un gendarme
- 1938 : Un soir à Marseille de Maurice de Canonge - Joseph
- 1938 : Trois artilleurs à l'opéra de André Chotin - Le greffier
- 1938 : Trois Valses de Ludwig Berger - Le régisseur
- 1938 : La Vierge folle d'Henri Diamant-Berger
- 1938 : Quand le cœur chante court métrage de Bernard Roland
- 1938 : La Cité des lumières de Jean de Limur - Le commissaire-priseur
- 1939 : La Brigade sauvage de Jean Dréville
- 1939 : Eusèbe député de André Berthomieu
- 1939 : Métropolitain de Maurice Cam
- 1939 : Pour le maillot jaune de Jean Stelli - Le journaliste
- 1939 : Son oncle de Normandie ou La Fugue de Jim Baxter de Jean Dréville - M. Claudinet
- 1939 : Tourbillon de Paris d'Henri Diamant-Berger - Le commissaire
- 1939 : Vidocq de Jacques Daroy - Un soldat
- 1939 : Yamilé sous les cèdres de Charles d'Espinay
- 1939 : Les Otages de Raymond Bernard

#### Periodo 1940-1949
- 1940 : Le duel de Pierre Fresnay - el orador
- 1940 : Menaces de Edmond T. Gréville - el criado
- 1940 : Narcisse de Ayres d'Aguiar
- 1941 : Le diamant noir de Jean Delannoy - Le chauffeur
- 1941 : Le dernier des six de Georges Lacombe - Fabien
- 1941 : Le Valet maître de Paul Mesnier - el vendedor de cuadros
- 1941 : Montmartre-sur-Seine de Georges Lacombe - Le commissaire
- 1941 : Le Briseur de chaînes de Jacques Daniel-Norman - el fotógrafo
- 1941 : Ce n'est pas moi de Jacques de Baroncelli
- 1941 : L'Appel du stade cortometraje de Marcel Martin - el fotógrafo
- 1942 : La Maison des sept jeunes filles de Albert Valentin
- 1942 : La Femme que j'ai le plus aimée de Robert Vernay - el peluquero
- 1942 : Mademoiselle swing de Richard Pottier - el jefe de estación
- 1942 : L'Ange gardien de Jacques de Casembroot - el notario
- 1942 : Monsieur La Souris de Georges Lacombe - el marido de la gran dama
- 1942 : Le Voile bleu de Jean Stelli - M. Pons
- 1943 : Fou d'amour de Paul Mesnier - L'économe
- 1943 : Malaria de Jean Gourguet - M. Monis
- 1943 : Lucrèce de Léo Joannon - el conserje
- 1944 : Le ciel est à vous de Jean Grémillon - M. Petit
- 1944 : Bonsoir mesdames, bonsoir messieurs de Roland Tual - el coronel Chandelier
- 1944 : L'aventure est au coin de la rue de Jacques Daniel-Norman - el señor del coche
- 1944 : Le carrefour des enfants perdus de Léo Joannon - Le greffier
- 1944 : Coup de tête de René Le Hénaff
- 1945 : La fiancée des ténèbres de Serge de Poligny - el afinador de pianos
- 1945 : Le Cavalier noir de Gilles Grangier - M. Plume
- 1945 : Paméla de Pierre de Hérain - un miembro del comité
- 1945 : Les Enfants du paradis rodado en dos épocas de Marcel Carné - el segundo autor
- 1945 : Dernier Métro de Maurice de Canonge
- 1945 : Le Mystère Saint-Val de René Le Hénaff
- 1945 : L'Extravagante Mission de Henri Calef
- 1945 : Destins de Richard Pottier - la agencia Détecta
- 1945 : L'assassin n'est pas coupable de René Delacroix - Simple apparition
- 1946 : Christine se marie de René Le Hénaff
- 1946 : Sylvie et le Fantôme de Claude Autant-Lara - Le conseiller
- 1946 : Faut ce qu'il faut ou Monsieur Bibi de René Pujol - rodado en 1940
- 1946 : Sérénade aux nuages de André Cayatte
- 1946 : Roger la honte de André Cayatte - el portero del tribunal
- 1946 : Jéricho de Henri Calef - Mr André Morget
- 1946 : Le Pays sans étoiles de Georges Lacombe - Le premier clerc
- 1946 : Jeux de femmes de Maurice Cloche - Le vendeur de poteries
- 1946 :  Le Couple idéal  de Bernard Roland - Le metteur en scène de Justex
- 1946 : Son dernier rôle de Jean Gourguet
- 1946 : Macadam de Marcel Blistène - Marcel, le coiffeur
- 1946 : L'assassin était trop familier cortometraje de Raymond Leboursier
- 1947 : Le silence est d'or de René Clair - el sultán de Socotora
- 1947 : Le Charcutier de Machonville de Vicky Ivernel - Mr Verdebrick
- 1947 : Les maris de Léontine de René Le Hénaff - Mr Béjut
- 1947 : Les jeux sont faits de Jean Delannoy - un muerto
- 1947 : Rouletabille joue et gagne de Christian Chamborant - Joseph
- 1947 : Quai des Orfèvres de Henri-Georges Clouzot - un inspector
- 1947 : Monsieur Vincent de Maurice Cloche - el sacristán
- 1947 : L'école des facteurs cortometraje de Jacques Tati - L'instructeur des postes
- 1948 : Clochemerle de Pierre Chenal - Mr Toumignon
- 1948 : Le Dernier Fiacre rodado en dos épocas de Raoul André
- 1948 : L'assassin est à l'écoute de Raoul André - Mick
- 1948 : Le dessous des cartes de André Cayatte - el orador
- 1948 : D'homme à hommes de Christian Jaque - el cliente
- 1948 : Le Destin exécrable de Guillemette Babin de Guillaume Radot - Maître Nicolas
- 1948 : Cité de l'espérance de Jean Stelli - Franckie
- 1948 : L'Armoire volante de Carlo Rim - Le Frisé
- 1948 : Impasse des Deux-Anges de Maurice Tourneur - Minus
- 1949 : Rapide de nuit de Marcel Blistène - M. Grand
- 1949 : Docteur Laënnec de Maurice Cloche - L'enrhumé
- 1949 : La vie est un rêve de Jacques Séverac - Barnabé
- 1949 : L'Ange rouge de Jacques Daniel-Norman - Loulou
- 1949 : Gigi de Jacqueline Audry - Emmanuel
- 1949 : Millionnaires d'un jour d'André Hunebelle - Le collègue
- 1949 : Occupe-toi d'Amélie de Claude Autant-Lara - M. Mouilleton
- 1949 : Un juré bavard cortometraje deHenri Verneuil - Le juré bavard
- 1949 : L'Extra-lucide cortometraje de Georges Jaffre
- 1949 : Les Nouveaux Misérables cortometraje de Henri Verneuil - Le contribuable
- 1949 : Le Portefeuille cortometraje de André Cerf

#### Periodo 1950-1959
- 1950 : L'Homme à l'œillet blanc cortometraje de (?)
- 1950 : Envoi de fleurs de Jean Stelli - Le spectateur timoré
- 1950 : Menaces de mort de Raymond Leboursier - Le valet de chambre
- 1950 : Le 84 prend des vacances de Léo Joannon - Un Paloutchistanien
- 1950 : Un certain monsieur de Yves Ciampi - Léonard
- 1950 : Prélude à la gloire de Georges Lacombe - Le brocanteur
- 1950 : Le Trésor de Cantenac de Sacha Guitry - Jean, el cabaretero
- 1950 : La Rue sans loi de Marcel Gibaud - Anatole
- 1950 : Boîte à vendre cortometraje de Claude Lalande
- 1950 : Brune ou blonde cortometraje de Jacques Garcia - Participación de P. Demange
- 1951 : Andalousie de Robert Vernay - Le régisseur
- 1951 : Bibi Fricotin de Marcel Blistène - Le conservateur
- 1951 : Une fille à croquer ou Le petit chaperon rouge de Raoul André - Le patron de l'Hermitière
- 1951 : Nuits de Paris de Ralph Baum - el joyero
- 1951 : Ma femme est formidable de André Hunebelle - Le second déménageur
- 1951 : Vedettes sans maquillage cortometraje de Jacques Guillon - Son propre rôle
- 1952 : Le Passage de Vénus de Maurice Gleize - Mr Trapu
- 1952 : Cet âge est sans pitié de Marcel Blistène - L'opérateur
- 1952 : L'amour n'est pas un péché de Claude Cariven
- 1952 : Monsieur Taxi de André Hunebelle - Le petit homme au téléphone
- 1952 : Buridan, héros de la Tour de Nesle de Émile Couzinet - Mr Simon Malingré
- 1952 : Ils sont dans les vignes de Robert Vernay - el jefe de estación
- 1952 : Les Belles de nuit de René Clair - el señor bajito que quiere recuperar el piano
- 1952 : Son dernier rôle de Jacques Daniel-Norman - el profesor de ciencias
- 1952 : La fête à Henriette de Julien Duvivier - Un coiffeur
- 1952 : Drôle de noce de Léo Joannon
- 1952 : Le Chemin de Damas de Max Glass
- 1953 : Week-end à Paris "Innocents in Paris" de Gordon Parry - Un garçon de café
- 1953 : Tambour battant de Georges Combret
- 1953 : Mon mari est merveilleux de André Hunebelle - M. Basset
- 1953 : La pocharde de Georges Combret - Un habitué
- 1953 : Une nuit à Megève de Raoul André - el portero
- 1953 : Moineaux de Paris de Maurice Cloche
- 1953 : Le gang des pianos à bretelles o Hold-up en musique de Gilles de Turenne - Paul, le chef
- 1953 : La Loterie du bonheur de Jean Gehret
- 1953 : Le Petit Jacques de Robert Bibal - Le vieux beau
- 1953 : Les Trois Mousquetaires de André Hunebelle - Un aubergiste
- 1953 : Mon frangin du Sénégal de Guy Lacourt - L'ancien colonial
- 1953 : Bonjour monsieur Amalfi cortometraje
- 1953 : La Fête au village cortometraje
- 1953 : La Route Napoléon de Jean Delannoy - Un empleado
- 1954 : L'etrange désir de monsieur Bard de Geza Radvanyi - Le docteur
- 1954 : Boum sur Paris de Maurice de Canonge - Stanislas, el preparador del profesor
- 1954 : Quai des blondes de Paul Cadéac - un cliente
- 1954 : Les Intrigantes d'Henri Decoin - Émile Carcassone, l'assureur
- 1954 : Anatole chéri de Claude Heymann - Anatole
- 1954 : Secrets d'alcôve sketch : Le lit de la Pompadour de Jean Delannoy
- 1954 : Marchandes d'illusions de Raoul André - Gustave
- 1954 : Leguignon guérisseur de Maurice Labro - Le el farmacéutico
- 1954 : Madame du Barry de Christian Jaque - un ciudadno
- 1954 : Obsession de Jean Delannoy - el barman
- 1954 : Crime au concert Mayol de Pierre Méré - Nestor
- 1954 : Le Feu dans la peau de Marcel Blistène - M. Soignes
- 1954 : La rafle est pour ce soir de Maurice Dekobra
- 1954 : Nuits andalouses de Maurice Cloche
- 1954 : L'Œil en coulisse d'André Berthomieu
- 1955 : Les Clandestines de Raoul André - Gustave
- 1955 : La Tour de Nesle d'Abel Gance - Le premier conseiller
- 1955 : Les pépées font la loi de Raoul André - L'encaisseur à la sacoche vide
- 1955 : Sur le Banc de Robert Vernay - Jules, el gendarme
- 1955 : À toi de jouer Callaghan de Willy Rozier - Le barman
- 1955 : Dix-huit heures d'escale de René Jolivet - Le vieux capitaine
- 1955 : Casse-cou, mademoiselle ou Ah! quel coureur de Christian Stengel - Le balayeur
- 1955 : La Madone des sleepings de Henri Diamant-Berger - '
- 1955 : Cherchez la femme de Raoul André
- 1955 : Le Crâneur de Dimitri Kirsanoff - el conserje
- 1955 : Gueule d'ange de Marcel Blistène - Stanislas
- 1955 : La Môme Pigalle de Alfred Rode
- 1955 : Les Impures de Pierre Chevalier - Le contrôleur du train
- 1955 : À la manière de Sherlock Holmes d'Henri Lepage
- 1955 : Boulevard du crime de René Gaveau
- 1955 : L'Impossible Monsieur Pipelet de André Hunebelle - Le monsieur au shampoing
- 1955 : L'Affaire des poisons de Henri Decoin
- 1955 : L'Irrésistible Catherine de André Pergament
- 1955 : Rencontre à Paris de Georges Lampin - Un homme qui croise le monome
- 1955 : Marguerite de la nuit de Claude Autant-Lara - Un consommateur au Pigall's
- 1956 : Une fille épatante de Raoul André - el ayuda de cámra
- 1956 : Si Paris nous était conté de Sacha Guitry - M. Thiers
- 1956 : Treize à table de André Hunebelle - el pianista
- 1956 : Le Couteau sous la gorge de Jacques Séverac - el empleado de banca
- 1956 : Les Indiscrètes de Raoul André - Gustave
- 1956 : Les Aventures de Gil Blas de Santillane de René Jolivet - Lamela
- 1956 : Voici le temps des assassins de Julien Duvivier - Le client au régime
- 1956 : Ce soir les jupons volent de Dimitri Kirsanoff - el padre de Jeannette
- 1956 : Les Pépées au service secret de Raoul André - el director de orquesta
- 1956 : Elena et les hommes de Jean Renoir - un espectador
- 1956 : Lorsque l'enfant paraît de Michel Boisrond
- 1956 : Frou-Frou de Augusto Genina - Le régisseur
- 1956 : Miss catastrophe de Dimitri Kirsanoff
- 1956 : Michel Strogoff de Carmine Gallone - L'employé du télégraphe
- 1956 : Printemps à Paris de Jean-Claude Roy
- 1957 : Fumée blonde de Robert Vernay
- 1957 : Ah ! Quelle équipe de Roland Quignon - Le vendeur
- 1957 : L'homme à l'imperméable de Julien Duvivier - l'auteur
- 1957 : La Blonde des Tropiques d'André Roy - Dany, le régisseur
- 1957 : Fric-frac en dentelles de Guillaume Radot - M. Espinasse
- 1957 : Vacances explosives de Christian Stengel - el hombre en la bañera
- 1957 : La Polka des menottes de Raoul André
- 1957 : Quelle sacrée soirée ou Nuit blanche et rouge à lèvres de Robert Vernay - Le contrôleur
- 1957 : C'est arrivé à 36 chandelles de Henri Diamant-Berger - Le concierge
- 1957 : Rafles sur la ville de Pierre Chenal - Truffaut)
- 1957 : Mademoiselle Strip-tease de Pierre Foucaud - un maquinista
- 1958 : C'est la faute d'Adam de Jacqueline Audry - Félicien
- 1958 : Premier mai ou Le Père et l'enfant de Luis Saslavsky - Le secrétaire du commissaire
- 1958 : Un certain monsieur de René Jolivet
- 1958 : Oh ! Qué mambo de John Berry - el costurero
- 1959 : Les motards de Jean Laviron - el peluquero
- 1959 : Ça n'arrive qu'aux vivants de Tony Saytor
- 1959 : Messieurs les ronds-de-cuir de Henri Diamant-Berger
- 1959 : Secret professionnel de Raoul André
- 1959 : La tête contre les murs de Georges Franju
- 1969 : Paul au pays des culs  de Rocco Simehdi - Le charcutier (mari de Christine la chaude)

#### Periodo 1960-1977
- 1960: Pantalaskas de Paul Paviot
- 1960: Viva Henri IV, viva el amor de Claude Tanto-Lara
- 1961: Il giudizio universale de Vittorio De Sica - el avaro en París
- 1961: Alerta al embalse de Jacques Daniel-Norman
- 1962: Los siete pecados capitales (sketch: El antojo) de Édouard Molinaro - M. Verdier
- 1962 : La hija del torrente de Hans Herwig
- 1962 : Escorpión de Serge Hanin - El mago
- 1962 : Arsène Lupin contra Arsène Lupin de Édouard Molinaro - Maestro Puisette, notario
- 1963 : Reglamentos de cuentas de Pierre Chevalier - El ladrón del mercado
- 1963 : El asesino conoce la música de Piedra Chenal
- 1963 : El Magot de Josefa de Claude Autant-Lara - La abuela
- 1963 : Una ravissante idiota de Édouard Molinaro - El director del banco
- 1964 : La Buena Sopa de Robert Thomas - El sacristán
- 1964 : Los Pies-Nickelés de Jean-Claude Chambon - El conserje
- 1964 : La Dificultad de ser infiel de Bernard Toublanc-Michel
- 1965 : Misión especial en Caracas de Raoul André
- 1965 : El Oro del duque de Jacques Baratier - Un jugador
- 1965 : Los Enquiquineurs o "Buen fin de semana" de Roland Quignon - El arrantzale
- 1965 : Cuando pasan los faisanes de Édouard Molinaro - El comerciante de viejos papeles
- 1967 : Estos señores de la familia de Raoul André - El clochard
- 1969 : Los Gordos Astutos o El campeón del tiercé de Raymond Leboursier - El segundo farmacéutico
- 1969 : El Burgués amable tío de Raoul André
- 1971 : Pulgada de Piedra Badel
- 1974 : Los Gaspards de Pierre Tchernia - El conserje del ministerio
- 1974 : Vuestras caras, las mouettes ! de Robert Dhéry
- 1975 : Serios como el placer de Robert Benayoun - El jugador curioso
- 1976 : Le gaffeur de Raoul Foulon
- 1977 : Porqué ? de Anouk Bernard - El avorteur

### Televisión
- 1951 : Le Partage impossible de Jean-Loup Berger
- 1952 : Marguerite de Claude Barma
- 1956 : Beaufils et fils de Roger Iglésis
- 1957 : Les J.3 de Jean-Paul Carrère
- 1957 : Le Tour de France par deux enfants (telenovela en 13 episodios de 20 min, luego 2 episodios de 13 min y 2 de 25 min) de William Magnin
- 1959 : Les Vacances de Brutus de Michel Mitrani
- 1961 : L'Amour des trois oranges de Pierre Badel
- 1961 : La Déesse d'or (mostrar en 13 episodios de 30 min.) de Robert Guez : Jo
- 1961 : Le Petit Ramoneur (mostrar en 13 episodios de 15 min.) de Gérard Pignol
- 1964 : Le Bon Numéro de Stellio Lorenzi
- 1964 : Melmoth réconcilié de Georges Lacombe : Picquoiseau
- 1965 : Le Bonheur conjugal (drama en 13 episodios de 26 min: 1-El amor a primera vista, 2-El compromiso, 3-La boda, 4-La luna de miel, 5-Volver a la realidad, 6-De gustos y colores, 7-Conflictos menores de edad, 8-buenos modales, 9-buen comportamiento, 10-la tregua, 11-el golpe duro, 12-los grandes rehenes, 13-el límite de los siete años) de Jacqueline Audry
- 1965 : Foncouverte de Robert Guez, serie de televisión : Le petit monsieur
- 1965 : Rocambole, La Belle Jardinière (3e époque) de Jean-Pierre Decourt : l'oiseleur
- 1966 : Au théâtre ce soir : Chérie noire de François Campaux, dirigido por el autor, realización. Pierre Sabbagh, Théâtre Marigny - L'huissier
- 1966 : Lady Godiva de Jean Canolle
- 1966 : L'Évadé insuline (épisode de la série : Allo Police) de Robert Guez
- 1966 : Gerfaut (serial en 9 episodios de 126 min) de François Gir
- 1966 : Rocambole (drama en 26 episodios de 15 min - tercera serie) de Jean-Pierre Decourt
- 1967 : Le Petit Café de François Gir
- 1967 : Panouillard (episodio de la telenovela Les créatures du bon dieu) de Jean Laviron
- 1967 : S.O.S Hamster (episodio de la telenovela Les créatures du bon dieu) de Jean Laviron
- 1968 : L'Étrangleuse de Odette Collet
- 1969 : Au diable la malice (episodio de la telenovela Allo police) de Ado Kyrou
- 1970 : Au théâtre ce soir : L'amour vient en jouant de Jean Bernard-Luc, misma escena de Michel Roux, réalisation Pierre Sabbagh, Théâtre Marigny
- 1971 : La Visite de la vieille dame de Alberto Cavalcanti
- 1971 : Le Voyageur des siècles (Serie en 4 episodios de 90 min: 1-La extraña desaparición de Andigné, 2-L'album de familia, 3-El grano de arena, 4-El Bonnetier de la rue Tripette) de Jean Dréville : le conducteur
- 1972 : Les Habits neufs du grand-duc de Jean Canolle - Le Premier ministre
- 1975 : Pilotes de courses, series de televisión en veintiséis episodios de Robert Guez : un pilote amateur
- 1977 : in Les Folies Offenbach, Les Bouffes-Parisiens de Michel Boisrond

## Teatro
- 1937 : Qui ?... Pourquoi ?... Comment ?... de Pierre Palau y Joseph Jacquin, Théâtre Charles de Rochefort
- 1940 : Léocadia de Jean Anouilh, Théâtre de la Michodière
- 1947 : Le Voyage en calèche de Jean Giono, puesta en escena Alice Cocéa, Théâtre du Vieux-Colombier
- 1947 : Et vive la liberté de Jean de Létraz, puesta en escena por el autor, Théâtre des Variétés
- 1950 : Va faire un tour au bois de Roger Dornès, puesta en escena Roland Piétri, Théâtre Gramont
- 1952 : Le Bon Débarras de Pierre Barillet et Jean-Pierre Grédy, puesta en escena Jean Wall, Théâtre Daunou
- 1952 : N'écoutez pas, mesdames ! de Sacha Guitry, puesta en escena por el autor, Théâtre des Variétés
- 1953 : O, mes aïeux !... de José-André Lacour, mise en scène Jean Le Poulain, Théâtre de l'Œuvre
- 1958 : Lady Godiva de Jean Canolle, puesta en escena Michel de Ré, Théâtre de Paris
- 1958 : Chérie noire de François Campaux, puesta en escena Jacques Charon, Théâtre Michel
- 1959 : Le Train pour Venise de Louis Verneuil y Georges Berr, puesta en escena Jacques Charon, Théâtre Michel
- 1961 : Chérie noire de François Campaux, puesta en escena por el autor, Théâtre des Nouveautés
- 1961 : Remue-ménage de Pierre Leloir, puesta en escena, Jean Marchat, Comédie-Wagram
- 1963 : Piège pour un homme seul de Robert Thomas, puesta en escena Jacques Charon, Théâtre des Bouffes-Parisiens
- 1963 : La Dame ne brûlera pas de Christopher Fry, puesta en escena Pierre Franck, Théâtre de l'Œuvre
- 1964 : Têtes de rechange de Jean-Victor Pellerin, puesta en escena Jean Le Poulain, Théâtre des Bouffes-Parisiens
- 1965 : Le Deuxième Coup de feu de Robert Thomas de Ladislas Fodor, puesta en escena Pierre Dux, Théâtre Édouard VII
- 1966 : La Perruche et le Poulet de Robert Thomas de Jack Popplewell, puesta en escena por el autor, Théâtre du Vaudeville
- 1968: Le Disciple du Diable de George Bernard Shaw, puesta en escena Jean Marais, Théâtre de Paris
- 1969 : La Périchole de Jacques Offenbach, puesta en escena Maurice Lehmann, Théâtre de Paris
- 1969 : Occupe-toi d'Amélie de Georges Feydeau, puesta en escena Jacques Charon, Théâtre de la Madeleine
- 1971 : L'Idiote de Marcel Achard, puesta en escena Jacques-Henri Duval, tournée Herbert-Karsenty
- 1973 : La Cage aux folles de Jean Poiret, puesta en escena Pierre Mondy, Théâtre du Palais-Royal